# Morwell
Morwell ist eine Stadt im mittleren Gippsland, einer Region im Osten des Bundesstaates Victoria in Australien. Morwell ist das Zentrum von Victorias Braunkohlenbergbau Latrobe Valley. Morwell ist auch die Hauptstadt der Local Government Area Latrobe City. Der Name Morwell kommt vermutlich vom Aborigines-Namen More willie (dt.: wolliges Possum).

## Geschichte

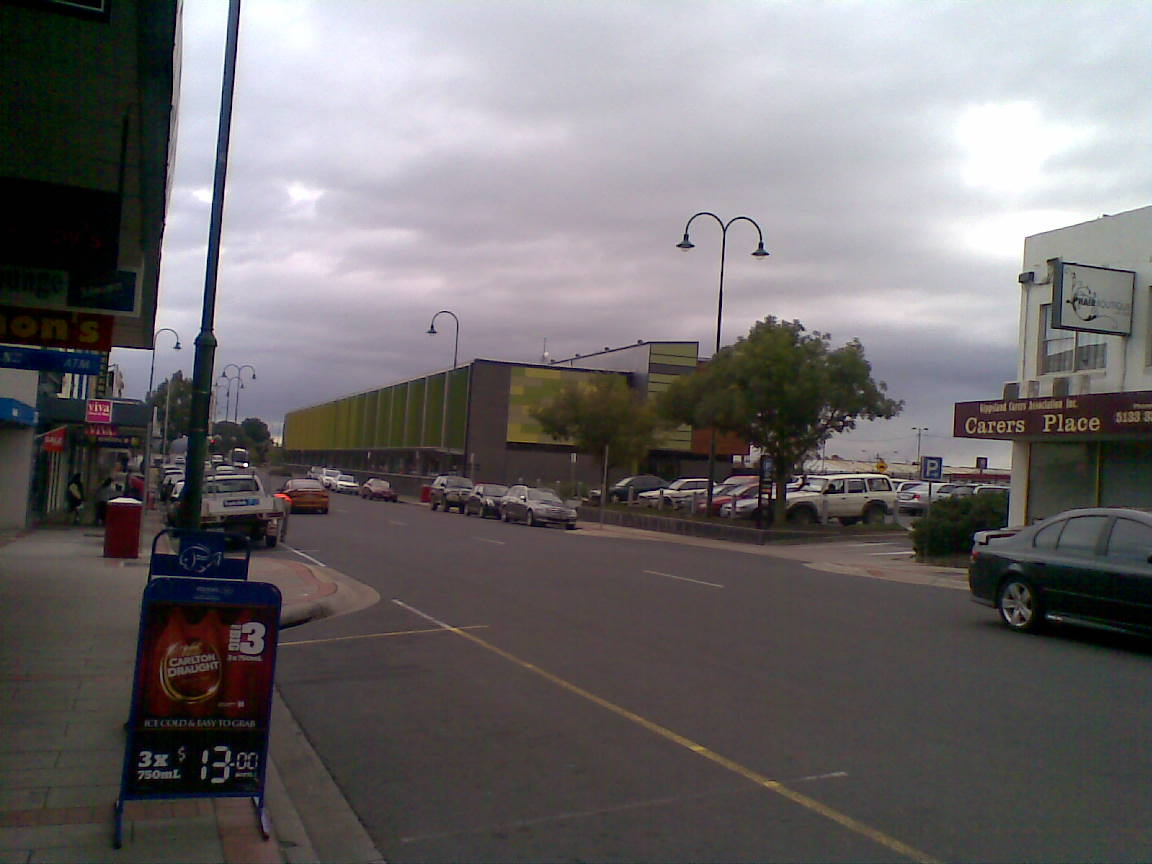
Die Commercial Road, die Hauptstraße Morwells, Blick auf die Regierungsgebäude von Latrobe City

Die frühesten Einwohner des Gebietes von Morwell war der Aborigines-Stamm der Gunai (manchmal auch Kurnai). Ihr erster Kontakt mit europäischen Einwanderern war vermutlich mit den Pastoralisten, die in den 1840er-Jahren aus der Gegend von Monaro in New South Wales kamen, um neue Weiden für ihr Vieh zu suchen.
1841 unternahmen McMillan und Strzelecki Entdeckungsreisen durch die Region, die später Gippsland benannt wurde, und in den 1840er-Jahren dehnten sich die Schafherdenzüge von Maryvale, Merton Rush und Hazelwood bis in die Gegend des heutigen Morwell aus.
Die 1870er-Jahre waren die Zeit des Eisenbahnbaus in Victoria. 1873 genehmigte die Regierung den Bau einer Eisenbahnlinie von Melbourne nach Sale und mit dieser Entscheidung begann die Entwicklung der Stadt Morwell.
Der erste öffentliche Landverkauf in der Stadt fand im Januar 1879 statt, aber es gab zu dieser Zeit bereits mindestens zehn Händler dort und ein Postamt wurde 1875 eröffnet (von 1870 bis 1873 gab es bereits ein ländliches Postamt in der Gegend). Am 1. Januar 1880 wurde das Postamt Morwell in Morwell Bridge umbenannt und das zweite Postamt am Ort, Morwell Railway Station (eröffnet 1877) wurde zum Hauptpostamt.
Eine Ziegelei und eine Steingutfertigung wurden in den 1880er-Jahren gegründet und eine Butterfabrik und eine Magenbitterfabrik wurden 1890 gebaut.
Schon in den 1880er-Jahren wurde die Kohle für Morwell wichtig. 1888 wurden zwei Kohlebergwerksgesellschaften gegründet – die Great Morwell Coal Mining Company und die Maryvale Proprietary Coal Mining Company. Beide Gesellschaften förderten Pechkohle und trugen zum industriellen Wachstum der Stadt bei, das auch Holzeinschlag, die Herstellung von Nahrungsmitteln und Getränken (Butter und Magenbitter), Ziegeleien und Steingutherstellung, sowie den Transport von Gütern auf den großen Eisenbahnlinien umfasste. Brände in den Gewerbegebieten in den Jahren 1890 und 1912 richteten in den Geschäften großen Schaden an. Dies führte zur Gründung des Morwell Waterworks Trust und im Dezember 1913 wurde eine Wasserversorgung für die Stadt, die vom Billy’s Creek gespeist wurde, in Betrieb genommen.
Das Auffahren des Braunkohlebergbaus in Yallourn und der Bau des zugehörigen Kraftwerks in den 1920er-Jahren beförderte die Entwicklung Morwells weiter und schuf Arbeitsplätze und weiteren Handel.
Die Arbeiten am Kraftwerk und der Brikettherstellung in Morwell wurden 1949 durch die State Electricity Commission of Victoria (SECV) mit dem Auffahren des Braunkohlebergbaus und der Bestellung von Anlagen für die Brikettherstellung in Deutschland gestartet. Das Kraftwerk hieß anfangs Morwell Power Station und wird heute als Energy Brix bezeichnet. Die Fertigung von Briketts für Haus- und Industriebrand begann 1956. Zusätzlich entstand eine Stadtgasproduktion für Melbourne in einem angrenzenden Gaswerk durch die Gas and Fuel Corporation of Victoria.
In den 1980er- und 1990er-Jahren wuchs Morwell weiter. Schulen für die Kinder der Zuwanderer wurden gebaut.
1983 / 1984 wurde ein Forschungsprojekt zur Verflüssigung von Braunkohle (Brown Coal Liquefaction Victoria (BCLV)) in Morwell etabliert. Auf Kosten der japanischen Regierung entstand für mehr als 1 Milliarde AU-$ ein Pilotwerk mit einer Kapazität von 50 to./Tag, das bis 1991 betrieben wurde. Durch das Projekt siedelten sich mehrere hundert japanische Familien in der Gegend an, was zu einem einzigartigen Schulexperiment in Form eines kombinierten japanisch-australischen Lehrplans an der Commercial Road Primary School (Grundschule) führte.
Die Entwicklung der Energiewirtschaft versetzte Morwell in die Lage, vielen Einwohnern günstige Wohn- und Verdienstmöglichkeiten zu bieten. Durch das wirtschaftliche Wachstum im Latrobe Valley schien sich die günstige Entwicklung Morwells fortzusetzen. Jedoch führte die Privatisierung der State Electricity Commission in den 1990er-Jahren zu massiven Verlusten an Arbeitsplätzen in der Region.
Die Zusammenlegung der einzelnen Stadt- und Gemeinderäte in einer gemeinsamen Kommission führte zu einer Verlegung des Verwaltungszentrums nach Traralgon. Mit der Wiedereinführung eines gewählten Stadtrates wurde die Stadtverwaltung nach Morwell zurückverlegt und der Bau eines neuen Gebäudes hierfür im Jahre 2005 führte zu einer Wiederbelebung des Stadtzentrums. Das neue Gerichtsgebäude wurde 2006 fertiggestellt und sorgte für weitere Funktionen im Stadtzentrum.
In Morwell befindet sich die Hauptverwaltung des Central Gippsland Institute of Technical and Further Education (TAFE, dt.: Institut für technische Bildung und Weiterbildung). Es bietet eine wichtige regionale Kunstausstellung mit einer hervorragenden Sammlung von Werken örtlicher Künstler und ist bekannt für seine weitläufigen Rosengärten. In der Nähe, in Churchill, liegt der Campus der Gippsland Monash University. Eine Büste von Lieutenant General Sir Stanley Savige (1890–1954) wurde 2006 dort aufgestellt. Savige wurde in Morwell geboren und gründete nach dem Ersten Weltkrieg die Legacy Australia, die sich um Kriegswitwen und Familien gefallener Soldaten kümmerte.

## Klima
Morwell hat Seeklima.
|                        | Jan  | Feb  | Mär  | Apr  | Mai  | Jun  | Jul  | Aug  | Sep  | Okt  | Nov  | Dez  |   |       |
| Mittl. Temperatur (°C) | 19,3 | 19,6 | 17,7 | 14,5 | 11,7 | 9,3  | 8,6  | 9,6  | 11,3 | 13,3 | 15,5 | 17,5 | ⌀ | 14    |
| Mittl. Tagesmax. (°C)  | 26,2 | 26,5 | 24,4 | 20,5 | 16,9 | 14,2 | 13,6 | 14,9 | 16,9 | 19,3 | 21,6 | 24,0 | ⌀ | 19,9  |
| Mittl. Tagesmin. (°C)  | 12,5 | 12,7 | 11,1 | 8,5  | 6,6  | 4,4  | 3,7  | 4,3  | 5,8  | 7,4  | 9,4  | 11,1 | ⌀ | 8,1   |
|                        |      |      |      |      |      |      |      |      |      |      |      |      |   |       |
| Niederschlag (mm)      | 50,1 | 39,2 | 43,9 | 57,1 | 51,6 | 58,4 | 66,4 | 62,9 | 78,4 | 72,8 | 75,0 | 68,6 | Σ | 724,4 |

| 12,5 |

| 12,7 |

| 11,1 |

| 8,5 |

| 6,6 |

| 4,4 |

| 3,7 |

| 4,3 |

| 5,8 |

| 7,4 |

| 9,4 |

| 11,1 |

| 12,5 |

| 12,7 |

| 11,1 |

| 8,5 |

| 6,6 |

| 4,4 |

| 3,7 |

| 4,3 |

| 5,8 |

| 7,4 |

| 9,4 |

| 11,1 |

| N i e d e r s c h l a g | 50,1 | 39,2 | 43,9 | 57,1 | 51,6 | 58,4 | 66,4 | 62,9 | 78,4 | 72,8 | 75,0 | 68,6 |
|                         | Jan  | Feb  | Mär  | Apr  | Mai  | Jun  | Jul  | Aug  | Sep  | Okt  | Nov  | Dez  |

## Sport
Die Stadt hat ein Australian-Football-Team. Der Morwell Football Club, dessen Spielstätte die Morwell Recreation Reserve ist, spielt in der West Gippsland Latrobe Football League und Morwell East spielt in der Mid Gippsland Football League.
Der Baseballclub Morwell Cougars hat üblicherweise Teams in drei Senior-Grades und allen Junior-Grades der Latrobe Valley League. Ihre Diamanten in der Toners Lane sind die einzigen Diamanten, die der Liga verliehen wurden.
Morwell hat auch zwei Cricketclubs, Morwell und Latrobe. In letzterem spielte der bekannte Cricketspieler Peter Siddle am Anfang seiner Karriere.
Es gibt drei Fußballclubs in der Stadt, Pegasus, Fortuna und Gippsland Falcons.
Das 25 m lange Hallenschwimmbecken wird vom örtlichen Schwimmverein für Wettbewerbe genutzt.
Die Golfer kommen auf dem Platz des Morwell Golf Club im Fairway Drive auf ihre Kosten.
In Morwell sind auch zwei Pfadfindergruppen zu Hause – 1st Morwell und Morwell East –, die Jugendlichen von 6 bis 26 Jahren ein wöchentliches Programm bieten.

## Medien
In der Gegend sind die Sender Star FM und 3GG aus Warragul zu empfangen.

## Bekannte Einwohner
- John Hutchinson (* 1979), Fußballer
- Bryan Quirk, Fußballer
- Peter Siddle, Cricketspieler
- Vin Waite, Fußballer